# Estádio da Luz
Das Estádio da Luz (deutsch Stadion des Lichts) ist ein Fußballstadion in der Gemeinde São Domingos de Benfica der portugiesischen Hauptstadt Lissabon. Die Anlage ist im Besitz des Fußballvereins Benfica Lissabon (Estádio do Sport Lisboa e Benfica). Das Fußballstadion wurde von Damon Lavelle vom Architektenbüro Populous als Stadion der Zukunft sowie heute als Vorbild für viele Fußballstadien einer Euro- und Weltmeisterschaft gebaut. Bei Fußballspielen auf nationaler und Internationaler Ebene fasst die Sitzplatzarena 68.100 Zuschauer. Sie dient auch als Veranstaltungsort für Konzerte. Bei Konzerten kann die Zuschauerkapazität, je nach Art der Veranstaltung mit Zuschauern im Innenraum, auf 82.000 gesteigert werden.

## Geschichte
Es war Austragungsort von drei Gruppenspielen, einem Viertelfinale und dem Endspiel der Fußball-Europameisterschaft 2004. Das Stadion wurde von der UEFA in die Stadionkategorie 4 eingestuft. Der Neubau wurde direkt neben der 1954 erbauten, alten Arena errichtet. Die Eröffnungsfeierlichkeiten wurden am 25. Oktober 2003 mit einem Freundschaftsspiel gegen die uruguayische Mannschaft Nacional Montevideo begangen, aus dem Benfica mit 2:1 Toren als Sieger hervorging. Am 20. März 2012 gab die UEFA bekannt, dass das Endspiel der UEFA Champions League im Stadion von Benfica austragen wird.
Von den Portugiesen oft nur A Luz, von den Anhängern Benficas A Catedral genannt, hat es seinen Namen nach dem jährlich stattfindenden Fest Nossa Senhora da Luz (Unserer Lieben Frau des Lichts) im Stadtteil Carnide erhalten. Lissabon selbst ist als Cidade da Luz (Stadt des Lichts) bekannt. Das Stadion ist seit 2003 die Heimspielstätte von SL Benfica und wurde direkt neben dem alten Estádio da Luz erbaut, welches die vorangegangenen 49 Jahre die Heimstätte war. Die alte, 120.000 Zuschauer fassende Arena sowie das neue Stadion sind auch unter der Bezeichnung „Kathedrale“ bekannt. Das Dach aus Polycarbonat, das von 43 Meter hohen Bögen gehalten wird, sorgt für eine intensive Sonneneinstrahlung.

## Spiele der Fußball-EM 2004 im Estádio da Luz
- 13. Juni 2004, Gruppe B:  Frankreich –  England 2:1 (0:1)
- 16. Juni 2004, Gruppe A:  Russland –  Portugal 0:2 (0:1)
- 21. Juni 2004, Gruppe B:  Kroatien –  England 2:4 (1:2)
- 24. Juni 2004, Viertelfinale:  Portugal –  England 2:2 n. V. (1:1, 0:1), 6:5 i. E.
- 04. Juli 2004, Endspiel:  Portugal –  Griechenland 0:1 (0:0)

## Galerie

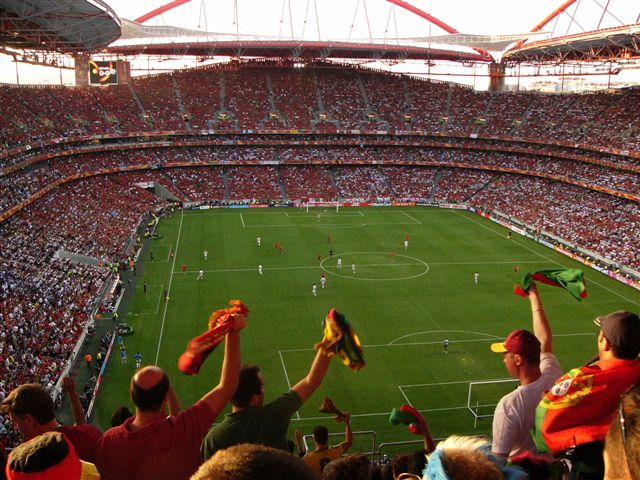
Innenansicht während des EM-Finales 2004
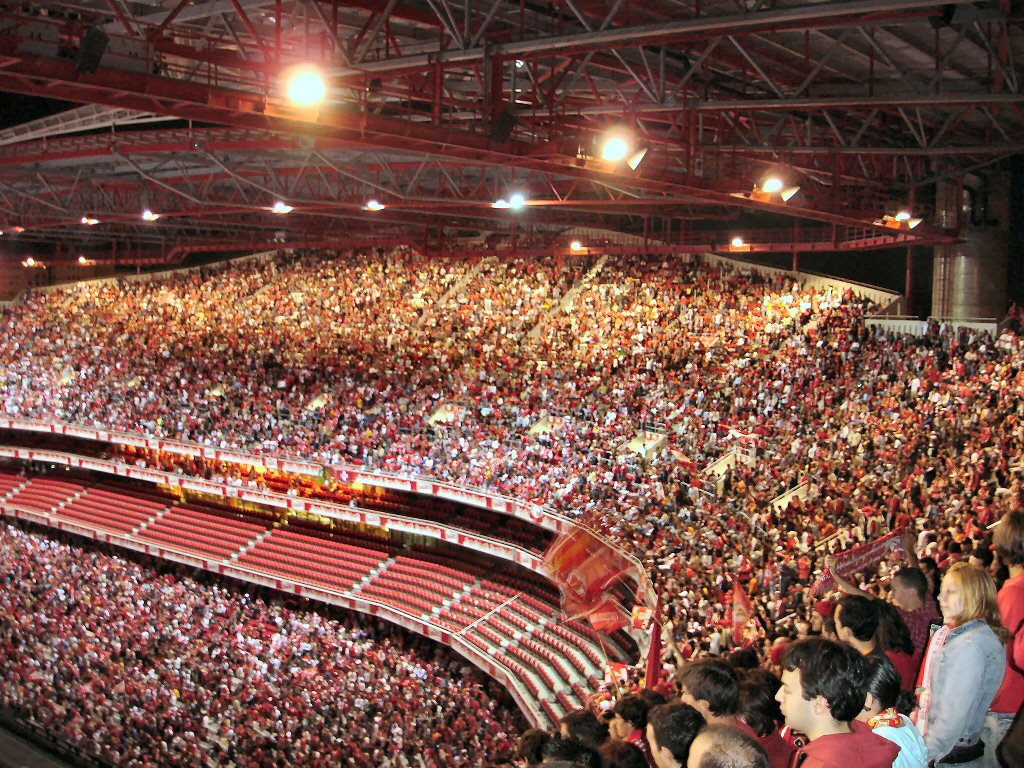
Fans auf den Tribünen
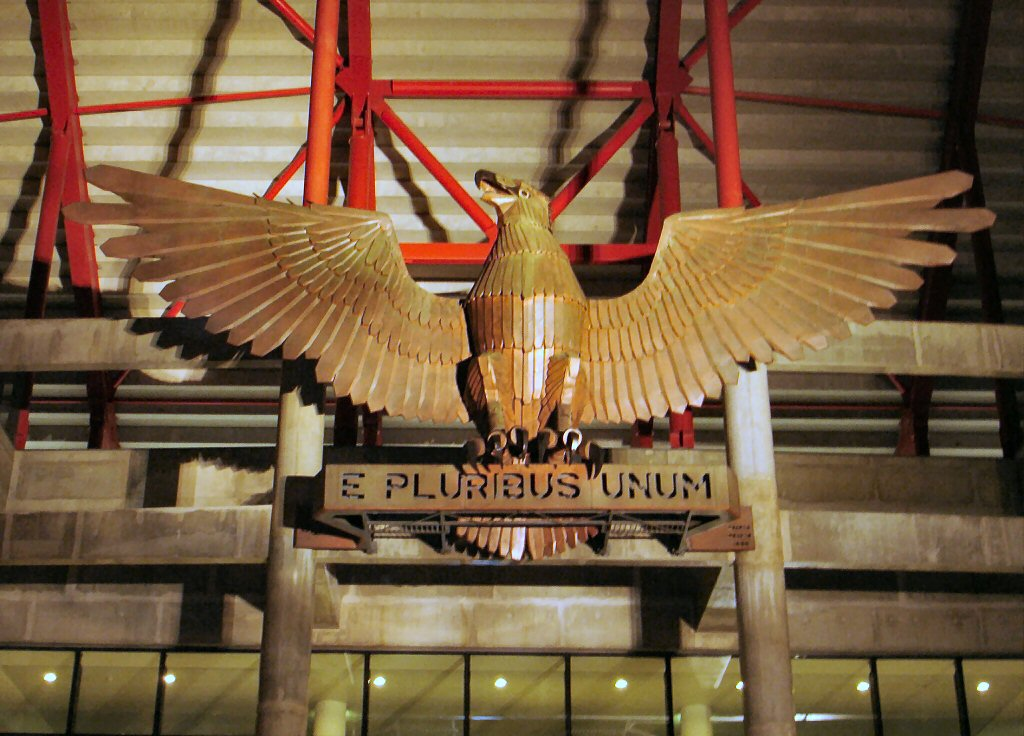
Der Adler von Benfica Lissabon über dem Stadioneingang
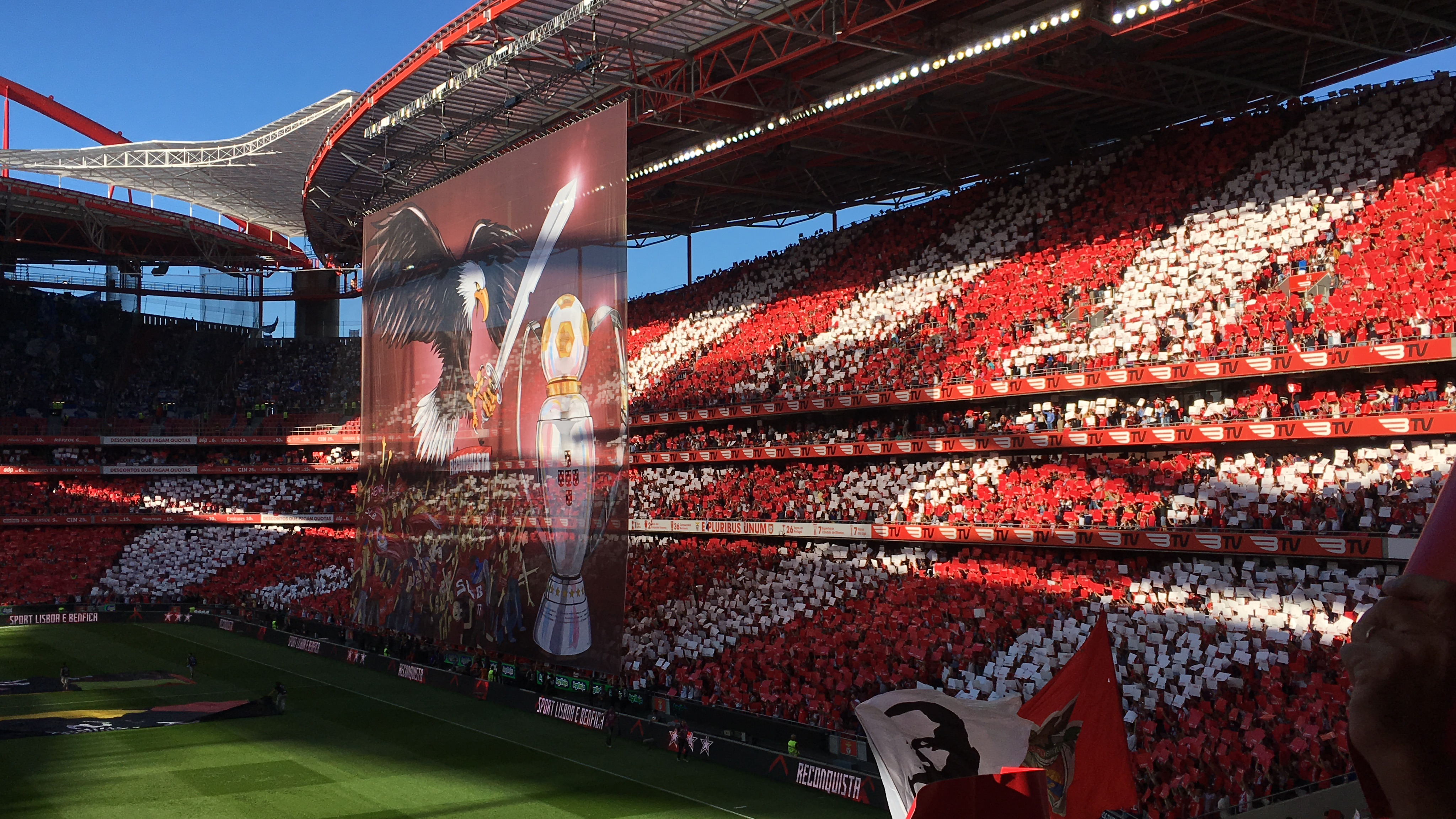
Das Stadion vor einem „O Clássico“ zwischen SL Benfica und dem FC Porto im Jahr 2018